# Wladimir Alexejewitsch Chubulow
Wladimir Alexejewitsch Chubulow (russisch Владимир Алексеевич Хубулов; * 2. März 2001 in Wladikawkas) ist ein russischer Fußballspieler.

## Karriere

### Verein
Chubulow begann seine Karriere bei Alanija Wladikawkas. Zur Saison 2013/14 wechselte er zum FK Krasnodar. Zur Saison 2016/17 kehrte er wieder nach Wladikawkas zurück. Im Februar 2018 wechselte er in die Jugend von Achmat Grosny. Zur Saison 2019/20 wurde er an die U-19 von Zenit St. Petersburg verliehen. Zur Saison 2020/21 kehrte er nicht mehr nach Grosny zurück, sondern wechselte zurück zum Zweitligisten Wladikawkas. Dort gab er dann im September 2020 sein Debüt in der Perwenstwo FNL. In seiner ersten Zweitligaspielzeit kam er zu 25 Einsätzen, in denen er zweimal traf. In der Saison 2021/22 absolvierte er 29 Partien und machte sieben Tore.
Zur Saison 2022/23 wechselte Chubulow zum Erstligisten Krylja Sowetow Samara. Im Juli 2022 debütierte er gegen den FK Orenburg in der Premjer-Liga. Bis zur Winterpause kam er zu 13 Einsätzen im Oberhaus. Im Februar 2023 wurde er an den Ligakonkurrenten FK Chimki verliehen. Während der Leihe kam er zu acht Einsätzen für Chimki, mit dem Team stieg er aber aus dem Oberhaus ab.
Zur Saison 2023/24 kehrte er nach Samara zurück. In jener Spielzeit kam er zu 17 Einsätzen für Krylja Sowetow. Im August 2024 wurde er an den Ligakonkurrenten Akron Toljatti verliehen.

### Nationalmannschaft
Chubulow spielte 2018 siebenmal für die russischen U-17- und U-18-Teams.